# Florent Aziosmanoff
 (septembre 2024).
 (septembre 2024).
Florent Aziosmanoff, né le 10 octobre 1957 à Valence dans la Drôme en France est un artiste numérique, un théoricien et un producteur d’œuvres numériques français.
Il s'intéresse principalement à l'application de l'intelligence artificielle au domaine de l'art.
De 1988 à 1997 il cofonde avec son frère Nils l'association Art 3000, crée et dirige le magazine Nov'Art,, et assure le commissariat de nombreuses expositions, en particulier au Centre Georges-Pompidou et au Palais de Tokyo. En 2001, il participe à la création du Cube, premier Centre d'art numérique en France, à Issy-les-Moulineaux, où il fonde et dirige l’Atelier de création puis le Living Art Lab.
En tant qu'artiste, Florent Aziosmanoff crée des fictions comportementales utilisant des systèmes temps réel ou la robotique.
Théoricien dans le champ de l'art numérique utilisant l'intelligence artificielle, il a publié deux livres sur ce qu'il nomme le Living Art, aux Éditions du CNRS. Il intervient régulièrement dans des écoles, des colloques et des séminaires et est partenaire de la recherche « Art numérique et postérité », pour la conservation de l’art numérique, recherche financée par le Labex Arts H2H, portée par la Bibliothèque nationale de France, avec le Laboratoire INRèV de l’université Paris-8.

## Biographie

### Formation
Né dans une famille d'artiste, d'une mère plasticienne et d'un père cinéaste et photographe, Florent Aziosmanoff poursuit des études de psychosociologie après l'obtention d'un Baccalauréat Sciences et Techniques (Série E) à Versailles.
Après des études en psychosociologie à l'Université Paris-VIII, à l'École des hautes études en sciences sociales et au Conservatoire National des Arts et Métiers de Paris, validées par une maîtrise de psychosociologie expérimentale sous la direction de Benjamin Matalon et un DESS Ergonomie cognitive et méthodologie d'enquête sous la direction de Maurice de Montmollin, il mène une activité de réalisateur vidéo avant de s'engager dans la voie du numérique, conciliant ainsi sa culture artistique, sa formation intellectuelle axée sur les process comportementaux et son intérêt pour les nouvelles technologies.

### Un parcours lié au développement de l'art numérique en France
En 1988, Florent Aziosmanoff cofonde l'association Art 3000, consacrée à l'art numérique, et crée dans la foulée le magazine Nov'art,, l'une des toutes premières revues critiques consacrées aux arts numériques, qu'il dirige jusqu'en 1997.
En parallèle, il monte et assure le commissariat de nombreuses expositions : Les Rencontres d'art infographique dès 1991 au Centre Georges-Pompidou et au Palais de Tokyo en 1992 et Images en Scène en 1993 au Palais de Tokyo (avec Anne-Marie Cornu). Il organise aussi et participe à des colloques, des conférences et des festivals : Les États Généraux de l'Écriture Interactive, colloque international qu'il crée et dirige en 1995, 1996, 1999, 2002 et 2005, en:ISEA_International Symposium of Electronic Art, en 2000 au Forum des Images, Paris (programmation des conférences, commissariat de l'exposition).
En 2001, l'association Art 3000 ouvre en partenariat avec la ville d'Issy-les-moulineaux le premier centre culturel entièrement consacré aux arts numériques en France : Le Cube dont il est le cofondateur. Il oriente le Pôle Création qu'il dirige jusqu'en 2015 afin qu'il devienne une plateforme d’incubation pour les artistes intéressés par la création numérique et l’expérimentation dans le champ des nouvelles technologies. Il fonde le Living Art Lab du Pôle création du Cube en 2010, qui conduit trois séminaires de recherche : Les Déballages, le Séminaire Créateurs de comportements, le Séminaire Sémiologie du Living Art, tout en intervenant dans des écoles, des colloques en France et à l'étranger et en développant ses propres œuvres artistiques.
Préoccupé par la conservation de l'art numérique sur le long terme, Florent Aziosmanoff initie et conduit une recherche autour de ce thème au travers du Living Art Lab, financée par le Labex Art-H2H en partenariat avec la BNF et le laboratoire Inrèv de l'université Paris 8. Sa proposition consiste à pallier l'obsolescence des matériels et logiciels informatiques en accompagnant chaque œuvre d'une description textuelle minutieuse tenant compte des systèmes théoriques, déclarés ou non, utilisé par les auteurs et sous-tendant leur création. Afin d'étayer cet aspect de la recherche, il organise le 8 décembre 2016 à la BnF une journée d'étude réunissant quelques-uns des principaux créateurs de l'art numérique francophone, tenants de systèmes de conception distincts : Jean-Louis Boissier (interactivité), Michel Bret, Edmond Couchot et Marie-Hélène Tramus (seconde interactivité), Luc Courchesne (réseaux sémantiques interactifs), Maurice Benayoun (réalité virtuelle), Christa Sommerer et Laurent Mignonneau (vie artificielle), Chu-Yin Chen (énaction) et lui-même (Living Art). La présentation des résultats de recherche donne lieu à deux journées de conférence à la BnF et à l'INHA, ainsi qu'à la publication d'un article dans Ipres 2017.
Il dirige aujourd'hui[évasif] Florent Aziosmanoff Productions et y poursuit depuis ses activités de théoricien, d'artiste et de producteur. Son œuvre Living Mona Lisa, développée en partenariat avec l'IIMM et l'école de design Strate continue[Quand ?] à être exposée en France et dans le monde entier.

## Créations
- Living Mona Lisa[15],[16]. Adaptation du tableau de Léonard de Vinci, dans le champ de la living joaillerie sous la forme d’un camée accompagné d’un tableau échelle 1 présentant une « living Mona Lisa, », ainsi que d’une App.[Quoi ?] En partenariat avec IIM[17](IA) et Strate (prototype Living Joconde[18]). Présenté au festival Futur en Seine[16], 2015. Exposée également à l'étranger, à Austin en 2016[19], Las Vegas en 2017[20], Abu Dabi en 2017[21],[22].
- Le jardin des amours[23]. Ensemble de mobilier urbain robotisé pour jardin public, dont les comportements sont gouvernés par les enjeux du théâtre de Marivaux. Partenariat Le Cube (IA), State (design), CRIIF (mécatronique), présenté au festival Futur en Seine, 2011[24].
- Le petit chaperon rouge[25] : Adaptation du conte du Petit chaperon rouge pour trois robots autonomes Aibo (Sony). Production Le Cube, création pour le festival 1erContact, 2002.
- La route de la soie : Documentaire sur la route de la soie au XIIIe siècle, dans le champ du living knowledge, utilisant les technologies du jeu vidéo. Produit par le Centre Culturel Saint-Exupéry de Reims, 2000.
- Nov’Art en ligne : Recherche pour une presse en ligne, site Internet expérimental du journal Nov’Art intégralement en flash. Structure dynamique reprenant les concepts de navigation expérimentés dans le cédérom Léopold Sédar Senghor. Et alors production, 1999.
- Léopold Sédar Senghor[26] – multimédia interactif. Cédérom sur Léopold Sédar Senghor, présentant sa biographie, sa production intellectuelle, et l’intégralité de son œuvre poétique. Avec les coauteurs Jacqueline Sorel et Liliane Kesteloot, production 3001multimédia, édition Jeriko, 1998.

## Productions d'œuvres artistiques (sélection)
- Narval, compagnie Mobilis Immobilis, Maflohé Passedouet, 2003
- Les Mains[27], Michaël Cros, 2004
- Viens danser[28], Catherine Langlade, 2004
- En corps à corps[29], Indira Tatiana Cruz, 2004
- Blobmeister millenium bash[30], Thierry Bernard-Gotteland, 2004
- Tournez-sons[31], Roland Cahen, 2005
- À distance[32], Damaris Risch, 2005
- Fictions d'Issy[33], Jean-Pierre Balpe, 2005
- Fantôme(s)[34], Vincent Lévy, 2005
- Au creux de l'obscur[35], Anne-Sarah Le Meur, 2006
- La vie en rose[36], Caroline Coppey, 2006
- Move don't move[37], Carol-Ann Braun, 2006
- Symbiose[38], collectif Experientiae-electricae
- AnomalA[39], Stéphane Perraud, 2007
- Utopies d'enfance[40], Isabelle Tat et Woudi, 2008
- Le silence n'existe pas[41], Isabelle Bonté-Hessed, 2009
- Corps Complices[42], Catherine Langlade, 2009
- Boréal[43], Hugo Verlinde, 2010
- Les maîtres invisibles[44], Rachid Koraïchi, 2010
- Colorama ou la solitude dans la foule[45], Florence Cosnefroy, 2011
- Critical[46], Anabela Costa, 2012
- L'anthologue[47], Isabelle Delatouche, 2012
- Arbréole version 2[48], Laetitia Favart, 2013

## Commissariats d'exposition
Florent Aziosmanoff a assuré le commissariat de nombreuses expositions dans le cadre d'Art 3000 puis en tant que directeur de la création du Cube.

### Commissariats d'expositions dans des lieux culturels (sélection)
- Les États Généraux de l’Écriture Interactive, 1995 – 1996 – 1999 – 2002 – 2005. Création et direction d’un colloque international sur l’art et la création numérique, organisé par ART3000 au « Forum des images », Paris, puis au Cube à Issy-les-Moulineaux. Réunion d’artistes, de chercheurs universitaires et de philosophes. Conférences et tables rondes. Publication de catalogues.
- ISEA2000 – International Symposium of Electronic Art – 2000, Paris. Organisation du programme des conférences. 300 conférenciers et intervenants des tables rondes. Organisé par ART3000 au Forum des Images, Paris. Publication d’un catalogue.
- Nouvelles Images – 1994, Paris. Création d’un festival international des courts-métrages en infographie. Organisé par ART3000, en partenariat avec France Télévision. Président du jury : Ettore Scola.

### Commissariats d'expositions expérimentales
Au sein d'Art 3000, comme du Cube ou du Living Art Lab, Florent Aziosmanoff a toujours cherché comment inscrire l'art numérique dans le quotidien du grand public, en réinventant l'espace muséographique habituel :
- Ciné Synthèse, en 1993, propose un programme long de films en images de synthèse (deux ans avant Toy Story, premier long métrage en images de synthèse), à projeter dans les salles, pour faire découvrir les créations de vidéastes et d'artistes au public habituel des salles de cinéma. En partenariat avec le Ministère de la Culture et sous le patronage de Jérôme Bonaldi, Canal+.
- Salon numérique, Paris et Issy-les-Moulineaux, en 2007 et 2008, en partenariat avec la FNAC, propose une sélection d'œuvres numériques présentées une fois par mois dans les espaces Home Cinema de certains magasins Fnac.
- Festival 1er Contact[49], devenu depuis le Cube Festival, Issy-les-Moulineaux, en 2002 et 2005, installe des œuvres d'art numérique dans l'espace urbain[50].
- Corps Complices[51], œuvre de Catherine Langlade, présentée sur la façade du pavillon de l'Arménie, à l'Exposition universelle de 2010 de Shangai, proposant une expérience immersive immédiate aux visiteurs de l'exposition.

## Enseignement
Outre ses interventions régulières dans les écoles d'art, d'ingénieur, de design, en France et à l'étranger, Florent Aziosmanoff a mis au point des cycles de formation et des master class destinés aux artistes, aux étudiants, d'abord expérimentés dans le cadre du Cube qui se disséminent aujourd'hui aussi à l'étranger, alliant histoire de l'art numérique, réflexion sur le living art, mise en pratique.
- Introducing to Living Art, workshop, Halifax, Grande-Bretagne, 2012, les œuvres produites seront présentées lors de la Nuit Blanche 2012
- Living Jewelry Art Class[52],[53] Gyumri, Arménie, 2014.

## Publications
- Living Art, fondations [8]Au cœur de la nouvelle économie Préface par Edmond Couchot, cofondateur de l’ATI Université Paris-8, Ed. CNRS, Paris 2015
- Living art, l'art numérique[7]. Préface par Glorianna Davenport, cofondatrice du MIT Media Lab à Boston, Ed. CNRS, Paris 2010